# Dominique l'Encuirassé
Pour les articles homonymes, voir Dominique.
Dominique l'Encuirassé, nommé ainsi parce qu'il portait une cuirasse de manies de fer qu'il ne quittait que pour se flageller.
Il vivait en Italie au XIe siècle et mourut en 1060. Il se rendit célèbre par ses austérités. Il passa sa vie dans les déserts de Montefeltro et du monastère de Fonte Avellana, au milieu des Apennins, ne vivant que de pain et d'eau, et se flagellant sans cesse. On l'honore le 14 octobre.